# RPM
RPM (рекурсивный акроним RPM Package Manager — RPM — менеджер пакетов; ранее раскрывался как Red Hat Package Manager — менеджер пакетов Red Hat) — формат пакетов программного обеспечения, а также программа, созданная для управления этими пакетами, используемые в ряде Linux-дистрибутивов; является основным форматом пакетов в LSB.
Изначально разработанный компанией Red Hat для Red Hat Linux, RPM стал использоваться во многих дистрибутивах Linux и был портирован на другие операционные системы: Novell NetWare (с версии 6.5 SP3), IBM AIX (с версии 5) и прочие.
Для хранения файлов в формате RPM используется архивный контейнер cpio, с использованием сжатия утилитой gzip. В более поздних версиях может быть использован архиватор star и сжатие с помощью bzip2, LZMA или XZ. Начиная с версии RPM 5.0 возможно использование архиватора XAR.

## База данных RPM
База данных RPM ведётся в каталоге /var/lib/rpm. Она состоит из одиночной базы данных (packages), в которой хранится вся информация о пакетах, и из множества маленьких баз (__db.001, __db.002 и т. д.), которые служат для индексации и содержат в себе сведения о том, какие файлы менялись и создавались при установке и удалении пакетов.
Если база данных окажется повреждена (что может произойти, если процесс установки или удаления был «убит» или закончилось место на разделе), то её можно восстановить, введя команду rpm --rebuilddb.
Если база была уничтожена — восстановить при помощи rpm -ivh --justdb по списку пакетов, заранее полученному командой rpm -qa | sort. Возможны полуэвристические методы восстановления базы по списку файлов в пакетах репозитория, из которого была установлена система, но такие способы не рекомендуются.

## Названия пакетов
Каждый RPM-пакет имеет название, которое состоит из нескольких частей:
- название программы;
- версия программы;
- номер выпущенной версии (количество раз пересборки программы одной и той же версии). Также часто используется для обозначения дистрибутива, под который собран этот пакет, например: mdv (Mandriva Linux) или fc4 (Fedora Core 4);
- архитектура, под которую собран пакет (i386, ppc и т. д.).

Собранный пакет обычно имеет следующий формат названия:
<название>-<версия>-<выпуск>.<архитектура>.rpm
Например:
nano-0.98-2.i386.rpm
Иногда в пакет входят исходные коды. Такие пакеты не содержат информации об архитектуре, и её обозначение заменяется на src. Например:
libgnomeuimm2.0-2.0.0-3.src.rpm
Библиотеки чаще всего распространяются в двух отдельных пакетах. Первый содержит собранный код, второй (обычно к нему добавляют -devel) содержит заголовочные и другие файлы, необходимые разработчикам. Важно следить за тем, чтобы версии этих двух пакетов совпадали, иначе библиотеки могут работать некорректно. Пакеты с расширением noarch.rpm не зависят от конкретной архитектуры компьютера, а также содержат графику и тексты, используемые другими программами.

## Преимущества и недостатки RPM

### Преимущества RPM над другими средствами управления и установкой программного обеспечения
- Лёгкость удаления и обновления программ.
- Популярность: очень многие программы собираются именно в RPM, поэтому нет необходимости собирать программу из исходных кодов.
- «Неинтерактивная установка»: легко автоматизировать процесс установки, обновления или удаления.
- Проверка целостности пакетов с помощью контрольных сумм и GPG-подписей.
- DeltaRPM, аналог патча, позволяющий обновить установленное программное обеспечение с минимальной затратой трафика.
- Возможность аккумуляции опыта сборщиков в spec-файле.
- Относительная компактность spec-файлов за счёт использования макросов.

### Основные недостатки
- Макропакеты между дистрибутивами могут существенно различаться.
- Раздробленность и несовместимость различных версий. Так, существуют проекты по разработке RPM 4 (rpm.org), RPM 5 (rpm5.org), а также большое количество патчей для RPM в различных дистрибутивах. В частности, это приводит к:
  - несовместимости spec-файлов между дистрибутивами (spec-файл ALT Linux чаще всего невозможно собрать на Red Hat или SuSE без значительных исправлений);
  - несовместимости названий пакетных зависимостей при попытке установить пакет от другого дистрибутива (например, зависимости в RPM сборки Connectiva создаются по другим правилам, нежели в Mandriva).

## Создание пакета
Для создания пакета нужен spec-файл. Это обычный текстовый файл, который имеет суффикс .spec и содержит в себе название пакета, версию, номер выпуска, инструкции по сборке и установке пакета и список изменений. При наличии spec-файла пакет создаётся командой rpmbuild.

## Примеры
- rpm -Uhv package.rpm — при наличии пакета package произойдёт его обновление, а при отсутствии — установка.
- rpm -qa --queryformat '%010{SIZE}\t%{NAME}-%{VERSION}-%{RELEASE}\n' — вывод списка всех установленных пакетов и их размеров.
- rpm -q --queryformat %{DISTRIBUTION} package.rpm  — название дистрибутива, в котором установлен пакет (опция -q для установленного в систему пакета, опция -qp для неустановленного).
- rpm -qa | grep xx — список пакетов, где встречается сочетание «xx».
- rpm -q --whatprovides fullpathtofile — название пакета, которому принадлежит файл fullpathtofile.

## Поддерживаемые дистрибутивы Linux
Ниже приведён список некоторых наиболее известных дистрибутивов, основанных на RPM:
- openSUSE
  - SUSE Linux Enterprise Desktop
  - MeeGo
- Fuduntu
- Mandriva Linux
  - Rosa Linux
  - Mageia
- ALT Linux
- Fedora
  - Russian Fedora
  - CentOS
  - Red Hat Enterprise Linux
  - Мобильная система Вооружённых сил
  - ASP Linux

## Удобные дополнения к RPM
Есть несколько программ, которые позволяют автоматически разрешить зависимости при установке пакетов. Вот некоторые наиболее известные:
- apt-rpm, порт APT, изначально выполненный Conectiva, затем существенно доработанный ALT Linux Team и продолжающий развиваться;
- apt4rpm, более поздний порт APT чем apt-rpm;
- smart, доступен для многих дистрибутивов;
- urpmi, используется в Mandriva Linux;
- zypper, используется в SuSE;
- yum, разработан в Yellow Dog Linux, также используется в Fedora, ASP Linux, Red Hat Enterprise Linux (с версии 5.0, и основанных на нём дистрибутивах CentOS, Scientific Linux).

Графические интерфейсы для RPM — PackageKit и Synaptic.